# 四大護法元帥
四大護法元帥，即四位衛護道教的護法神。

## 常見四大元帥之組合
《道法會元》、《三寶太監西洋記》、《紀效新書》載有馬、趙、溫、關。
《紅樓夢》載有馬、趙、溫、周。